# Козлов, Павел Васильевич
Павел Васильевич Козлов (род. 10 ноября 1966, Москва) — российский врач (акушер-гинеколог) и педагог. С 2011 года — профессор кафедры акушерства и гинекологии лечебного факультета РНИМУ им. Н. И. Пирогова.

## Биография
Павел Васильевич родился 10 ноября 1966г в г. Москве. В 1989 году окончил лечебный факультет Московского медицинского стоматологического института (ММСИ) им. Н. А. Семашко (в настоящее время Московский Государственный медицинский стоматологический университет (МГМСУ) им. А. И. Евдокимова) по специальности «лечебное дело». С 1990 года, после окончания интернатуры по специальности «акушерство и гинекология», работает врачом акушером-гинекологом в акушерских стационарах г. Москвы. В 1992 году закончил цикл специализации «Гинекологическая эндокринология». В 1993 году закончил цикл специализации «УЗ-диагностика в акушерстве и гинекологии».
С 1995 года работает на кафедре акушерства и гинекологии лечебного факультета Российского национального исследовательского медицинского университета им. Н. И. Пирогова (старые названия: 2 МОЛГМИ им. Н. И. Пирогова, РГМУ), где особое внимание уделяет изучению беременности на 2-м и 3-м триместре.
В 1999 году защитил диссертацию на соискание учёной степени кандидата медицинских наук по теме «Прогностическое значение неинвазивных методов оценки состояния плода в середине 2-го-начале 3-го триместра беременности». В 2000 году присвоена высшая квалификационная категория по специальности «акушерство и гинекология», в этот период исследовательская работа направлена на изучение преждевременных родов, преждевременного разрыва плодных оболочек (ПРПО), провоцирующих факторов (уреаплазменная инфекция), своевременных методов диагностики, антибиотикотерапия в профилактике инфекционных осложнений у новорожденных.
В 2005 году П. В. Козлову присвоено ученое звание доцента по кафедре акушерства и гинекологии, исследовательскую и практическую работу продолжает в направление ранней диагностики ПРПО при недоношенной беременности с целью улучшения показателей перинатальной заболеваемости и смертности, благоприятного перинатального исхода. В 2010 году защитил диссертацию на соискание учёной степени доктора медицинских наук по теме «Преждевременный разрыв околоплодных оболочек при недоношенной беременности. Прогнозирование. Тактика ведения. Перинатальные исходы». С 2011 года — профессор кафедры акушерства и гинекологии лечебного факультета РНИМУ им. Н. И. Пирогова.

## Избранная библиография
- Макаров О. В., Николаев Н. Н., Козлов П. В. Прогностическая ценность допплерометрии как скринингового метода оценки фетоплацентарного кровотока в середине 2-го — начале 3-го триметра беременности. // Сборник научных трудов РГМУ: «Некоторые актуальные вопросы акушерства и гинекологии». — 1998. — С. 61—70.
- Макаров О. В., Николаев Н. Н., Козлов П. В., Соболев В. А., Златовратская Т. В. Опыт ведения беременных при регистрации «нулевого» диастолического кровотока в артерии пуповины в середине 2-го-начале 3-го триместра беременности. // Сборник научных трудов, посвященный 90-летию кафедры акушерства и гинекологии л/ф РГМУ. — М., 1999. — С. 60—62.
- Макаров О. В., Николаев Н. Н., Козлов П.В,, Кузнецов М. И. Значение оценки «патологических» форм дыхательных движений плода в середине 2-го — начале 3-го триместра беременности. //Сборник научных трудов, посвященный 90-летию кафедры акушерства и гинекологии л/ф РГМУ. — 1999. — С. 85—87.
- Козлов П. В., Макаров О. В., Николаев Н. Н. Прогностическое значение отдельных параметров кардиотокографиив середине 2-го — начале 3-го триместра беременности. //Материалы III Российского форума «Мать и дитя» − 2001. — С. 76.
- Принципы ведения новорожденных с респираторным дистресс синдромом. //Методические рекомендации под редакцией чл.-корр. РАМН Н. Н. Володина. 2-е изд. // Российская ассоциация специалистов перинатальной медицины. — М., 2002.
- Козлов П. В., Дегтярев Д. Н., Николаев Н. Н., Мальцева С. А. Влияние тактики пролонгирования беременности, осложненной преждевременным разрывом плодных оболочек на заболеваемость новорожденных.  // Материалы VII Российского Форума «Мать и дитя», 2005 г. — С. 100.
- Козлов П. В., Николаев Н. Н., Дегтярев Д. Н., Мальцева С.А, Луценко Н. Н., Руденко А. В. Пути снижения перинатальной смертности при недоношенной беременности, осложненной преждевременным разрывом плодных оболочек. //Материалы VII Российского Форума «Мать и дитя». — М., — 2005 г. — С. 100—101.
- О. В. Макаров, П. В. Козлов, Н. Н. Николаев, С. А. Мальцева, Д. Н. Дегтярев Проект протокола ведения недоношенной беременности, осложненной преждевременным разрывом плодных оболочек  // (РГМУ, Городская больница № 8, г. Москва)
- Руководство по организации и деятельности перинатального центра. Под редакцией академиков Н. Н. Володина, В. И. Кулакова, профессора Р. А. Хальфина.// М.: Геотар-медиа. — 2007. — С. 472.
- Макаров О. В., Козлов П. В. Акушерская тактика при угрожающих состояниях плода. // Неонатология: национальное руководство / Под редакцией академика РАМН Н. Н. Володина. М.: Геотар-медиа. — 2007. — С. 44—46.
- Козлов П. В. Эффективность токолитической терапии при ведении недоношенной беременности, осложненной преждевременным разрывом околоплодных оболочек. //Вопросы гинекологии, акушерства и перинатологии. — 2010. — Том 9, № 2. — С. 22—26.
- О. В. Макаров, П. В. Козлов Гипоксия плода  //Неонатология. Национальное руководство. Российская ассоциация специалистов перинатальной медицины. Национальный проект «ЗДОРОВЬЕ»-2008. — С. 36, 5000 экз.
- О. В. Макаров, П. В. Козлов, Л. Г. Сичинава Акушерская Тактика при угрожающих состояниях плода  //Неонатология. Национальное руководство. Российская ассоциация специалистов перинатальной медицины. Национальный проект «ЗДОРОВЬЕ»-2008 — С. 44, 5000 экз.
- П. В. Козлов, Н. Ю. Иванников, И. И. Багаева Профилактика перинатальной патологии при синдроме задержки роста недоношенного плода  // Трудный пациент, журнал для врачей, 2012.
- Эпидемиология, этиология, патогенез поздних преждевременных родов // Журнал «Акушерство Гинекология, Репродукция», 2015 том 9 № 1.
- Ю. Э. Доброхотова, П. В. Козлов, Ж. А. Мандрыкина, А. В. Степанян «Угроза прерывания беременности в различные сроки гестации» — 2016, Издательская группа «ГЭОТАР-Медиа», Тираж 3000 экз.
- Julia E Dobrokhotova, Oleg V Makarov, Pavel V Kozlov and Pavel A Kuznetsov «Clinical Observation of 84 Days Delayed Delivery of the Second Fetus in Twin Pregnancy» − 2016, ClinMed International Library, Obstetrics Gynaecology Cases — Reviews.

## Патенты
- Способ снижения перинатальной заболеваемости при поздних преждевременных родах
- Способ определения тактики ведения пациенток при недоношенной беременности, осложненной преждевременным разрывом околоплодных оболочек
- Способ определения показаний для срочного родоразрешения недоношенной беременности, осложненной преждевременным разрывом околоплодных оболочек